# João da Cunha Vargas
João da Cunha Vargas (Alegrete, 28 de dezembro de 1900 — Porto Alegre, 8 de setembro de 1980) foi um poeta gaúcho e brasileiro.
De origem simples e de pouca instrução, Vargas apresentou uma autenticidade incomum em sua poesia, que angariou o culto de diversos artistas e intelectuais brasileiros, tais como o pajador Jayme Caetano Braun (com quem trocou recados em forma de poemas em um episódio notório na história do Rio Grande do Sul), o cantor e compositor Vitor Ramil (que musicou diversas de suas poesias, em especial, as gravadas no álbum "Délibáb"), e o escritor Alcy Cheuiche (que o reverencia em seu livro "Com Sabor de Terra"), dentre outros.
O poeta guardava todas suas poesias de memória e publicou apenas um livro póstumo "Deixando o pago: poesias xucras", cujos poemas foram ditados a familiares ou transcritos a partir de registros de suas declamações feitos em fitas cassete.

## Biografia
Nascido na localidade de Passo do Mariano Pinto, interior da cidade de Alegrete, no Rio Grande do Sul, João da Cunha Vargas teve uma origem simples. Segundo conta o escritor Mozart Pereira Soares, o poeta "não passou das primeiras letras" e se dizia "não ser muito manso de livros". Viveu toda a sua vida como peão de estância e forjou seus versos durante o seu trabalho campeiro.
O poeta era tido como um pajador e guardava seus versos de memória, que declamava para os familiares ou "ia tirando" nas tertúlias tradicionalistas do Rio Grande do Sul. Era reconhecido como um grande declamador e interpretava seus poemas com apuro e dramaticidade. O pajador por excelência Jayme Caetano Braun dizia que, ao declamar, João Vargas subia ao palco “um homem franzino e descia de lá um gigante”.

Em verdade, não há muitas fontes descritivas sobre quem foi João da Cunha Vargas; a maior referência sobre sua identidade parece ser a família, ou os amigos que conviveram com o artista gaúcho. Mas, sem dúvida, as experiências daqueles que puderam conviver com Vargas foram marcantes, como vemos em um evento que Alcy Cheuiche narra no conto Recuerdos do Velho Vargas, publicado em seu livro "Com Sabor de Terra":
| “ | Que coisa estranha. A voz parecia lhe brotar diretamente do coração. Cada palavra que dizia era como se dissesse para cada um em particular. Alternava as nuances de seus poemas com a naturalidade de um ator veterano. A mímica e a expressão corporal eram perfeitas. O silêncio era tal, que suas palavras pareciam ecoar na curva do rio [...] Meus olhos não tinham se desgrudado um segundo daquela figura rara, quando fui surpreendido pelos aplausos. | ” |

No final de sua vida, em 1979, João da Cunha Vargas seria homenageando em foto da capa do álbum da 9ª Califórnia da Canção Nativa, realizada em Uruguaiana, oportunidade em que mais uma vez demonstrou sua arte, declamando para o público presente.
Em 1981, é publicado postumamente seu primeiro e único livro, "Deixando o pago: poesias xucras", ilustrado por Glênio Fagundes. A edição reuniu doze de seus poemas, dois deles de especial destaque, pois são cartas a pessoas ilustres. A primeira, é um convite a então Miss Brasil Terezinha Morango, para visitar o estado; a segunda é dirigida ao amigo mas adversário Jayme Caetano Braun, à época candidato a deputado estadual.
Era membro da Estância da Poesia Crioula, tendo alguns de seus poemas publicados na antologia da entidade. Além destas edições, João Vargas não deixou mais nenhum registro escrito, e muito de sua obra foi considerada definitivamente perdida.
Talvez por sua simplicidade e origem humilde, "ninguém levava esse cara a sério" como conta Vitor Ramil em entrevista ao periódico Não. O cantor explicou que João da Cunha Vargas "se tornou conhecido por causa do Ramilonga, esse crédito tem que ser dado, um poeta maravilhoso que passou a ser respeitado". O álbum em questão foi lançado em 1997 e continha três canções com poesias de João Vargas: "Deixando o pago", "Último pedido" e "Gaudério". Depois disso, Ramil viria a musicar mais alguns poemas de João Vargas, em especial no álbum "Délibáb" de 2010, dedicado totalmente a Vargas e ao eminente escritor argentino Jorge Luis Borges.

Em 2013, Marcos Ferreira de Moraes em sua dissertação "A ilusão do pampa: uma leitura de Délibáb, de Vitor Ramil", descreveu de maneira definitiva a arte de João da Cunha Vargas e consequentemente, a sua importância para a cultura brasileira, em especial, a cultura gaúcha:
| “ | A potencialidade simbólica e poética de Vargas ganha força na expressão oral. A oralidade é o meio que o poeta encontra para exteriorizar suas ideias sobre o mundo. Os temas que compõem seu repertório poético dão forma ao universo mitológico do pampa pelas características físicas e abstratas descritas na poesia. O cheiro da terra molhada e o gosto da pitanga são impressões subjetivas que o poeta revela sobre o pampa, caracterizando seu ambiente e simbolizando o vínculo íntimo que liga o gaúcho ao espaço físico da região. A expressão artística de João da Cunha Vargas conserva características essenciais da poesia tradicional, como a métrica e a rima, mas explora predominantemente sua forma rítmica e sonora. E são exatamente essas qualidades, que dissolvem as barreiras entre música e poesia. | ” |

## Homenagens
João da Cunha Vargas é homenageado com nome de rua em Alegrete (RS). O prêmio de melhor poesia do festival Canto Farroupilha, promovido periodicamente pela prefeitura da cidade de Alegrete, também tem o nome do poeta.